# Jardin de l'Hôtel-de-Ville (Rouen)
Le jardin de l'Hôtel-de-Ville est un parc urbain situé à Rouen.

## Histoire du jardin
Le jardin de l'Hôtel-de-Ville est aménagé dans une portion des anciens jardins de l'abbaye Saint-Ouen. Ouvert au public au tout début du XIXe siècle, il est le premier jardin public de la ville. 

### Le jardin du temps de l'abbaye
Avant la Révolution, le jardin, propriété de l'abbaye était organisé en plusieurs espaces : le jardin de l'infirmerie, où les plantes médicinales étaient cultivées en plates-bandes, un jardin d'agrément avec parterres à la française, réservé à l'abbé, un autre jardin d'agrément, à destination du prieur, ainsi que de petites parcelles dévolues aux moines. 

### Le jardin public au XIXe siècle
L'abbaye Saint-Ouen, et ses dépendances, sont saisis sous la Révolution. L'ancienne abbaye abrite l'Hôtel-de-Ville à partir de 1800. Le jardin qui la borde est ouvert au public peu de temps après, mais amputé d'une partie des jardins de l'abbé, alors lotis. 
À la fin du XIXe siècle, à l'occasion de l'alignement de la rue des Faulx, la partie du sud du jardin se trouve à son tour rognée. 

### Agrandissement et réaménagement du jardin au XXe siècle
Dans les années 1970, le jardin est agrandi à l'est, à la suite de la destruction d'un quartier insalubre de maisons à pans de bois, situé entre la rue de l'Épée et l'actuelle avenue de la Porte des Champs. 

## Statues et monuments ornant le jardin

Vue panoramique du jardin de l'Hôtel de Ville.

Le jardin est bordé par l'abbaye Saint-Ouen, dont le chevet domine la pelouse principale.
De l'ancienne enceinte du monastère (commune à celles de la ville du XIIIe siècle), subsistent des vestiges, mis au jour lors des travaux d'agrandissement du jardin, dans les années 1970. Ils sont aujourd'hui bordés d'une petite mare. 
Au nord de l'église abbatiale, un bassin est décoré d'une sculpture d'Alexandre Schoenewerk (Thiébaut fondeur) donnée par l’État en 1875 et évoquant l'enlèvement de Déjanire par le centaure Nessus.

Près du portail des Marmousets de l'abbaye Saint-Ouen, une copie de la grosse pierre de Jelling offerte par le Danemark à la Ville de Rouen, à l'occasion du Millénaire normand en 1911.

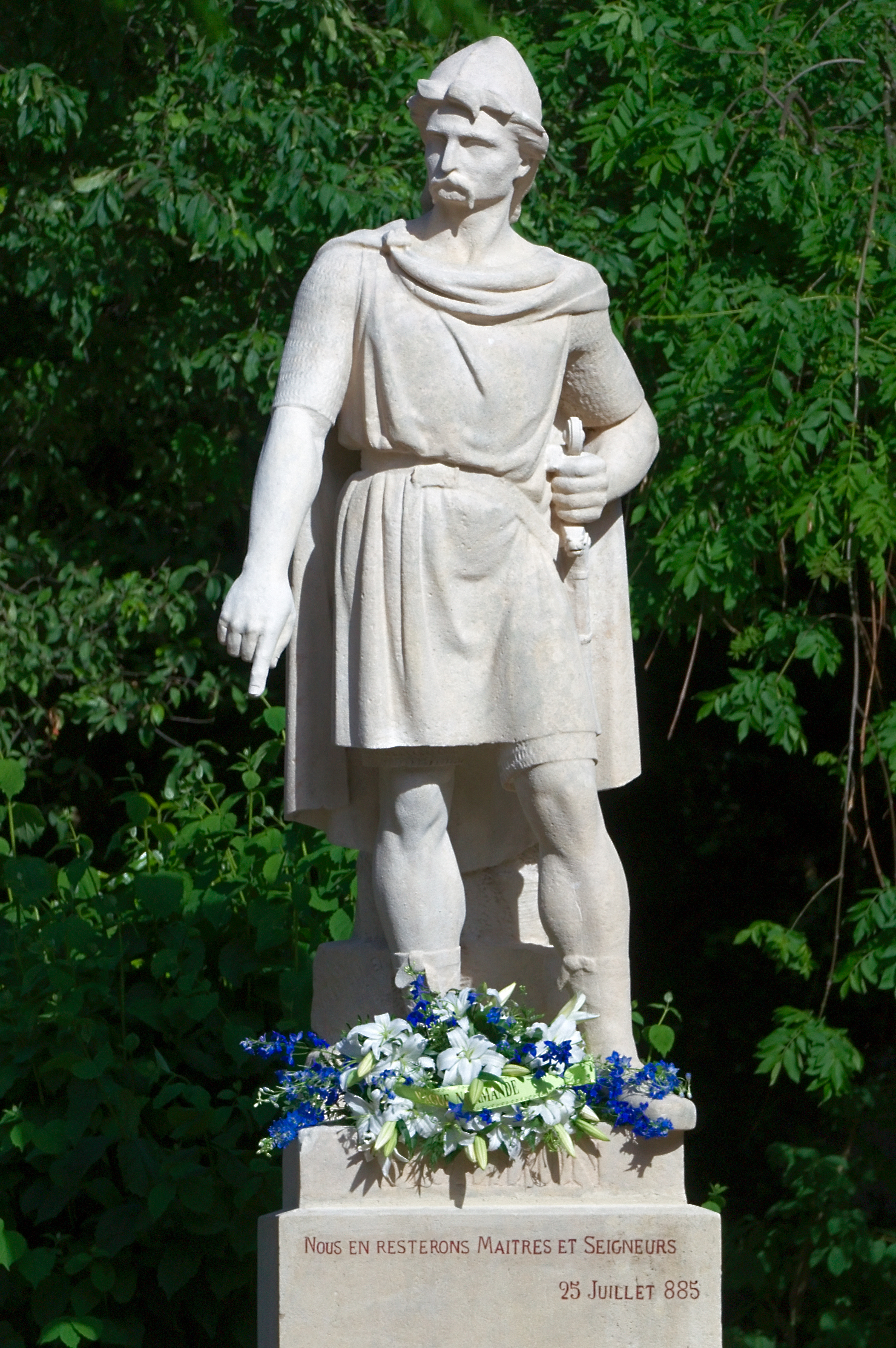
Statue de Rollon par Arsène Letellier.

Non loin de là, sont visibles une statue en pierre de Rollon due à Arsène Letellier et un buste en bronze du poète belge Émile Verhaeren, décédé accidentellement dans la gare de Rouen en 1916, dû à Henri Lagriffoul (1948). Ce buste remplace celui réalisé en 1928 par César Schroevens et déboulonné en décembre 1941 sous le régime de Vichy, et fondu dans le cadre de la mobilisation des métaux non ferreux.

### La méridienne

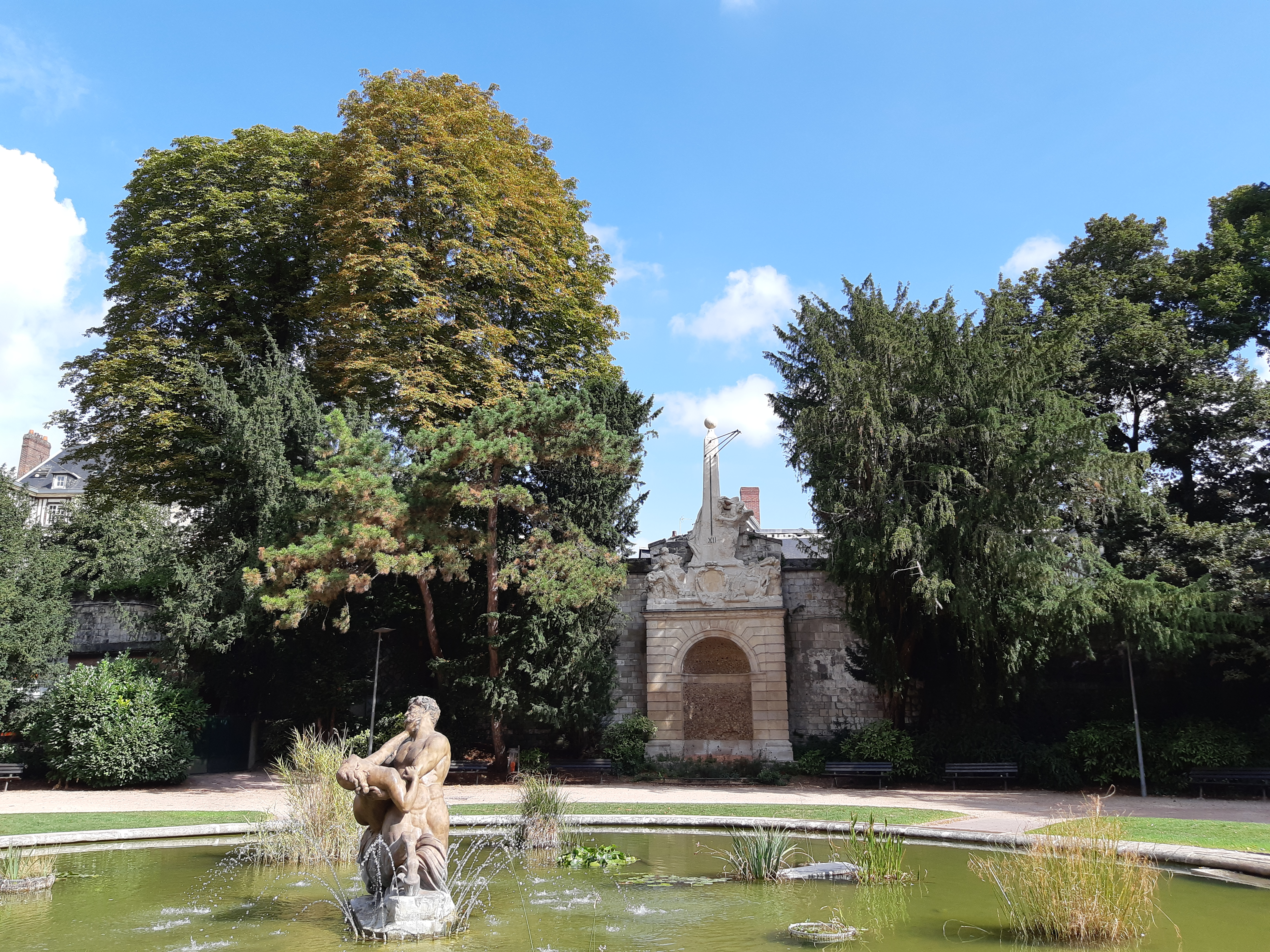
Méridienne et bassin orné de L'enlèvement de Déjanire par le centaure Nessus, d'Alexandre Schoenewerk

Contre le mur nord du jardin, se dresse une méridienne. Le monument, autrefois adossé à l'ancienne Bourse de la ville, sur les quais, a été déplacée dans le jardin en 1826. Le monument date du XVIIIe siècle et a été commandé par les Consuls de Rouen en 1753. Le décor sculpté est dû à Paul-Ambroise Slodtz et représente deux allégories du commerce et du temps. 